# Guillermo Lasso
Guillermo Alberto Santiago Lasso Mendoza (* 16. listopadu 1955, Guayaquil) je ekvádorský bankéř a politik. Ve volbách roku 2021 byl zvolen prezidentem Ekvádoru. Prezidentem byl od 24. května 2021 do 23. listopadu 2023. Prezidentským kandidátem byl i ve volbách v letech 2013 a 2017.

## Politické a hospodářské působení
Lasso byl již v roce 1999 krátce tzv. superministrem pro ekonomiku. Ještě před tím byl v letech 1998 až 1999 guvernérem státu Guayas. V politice se zasazuje o omezení moci vlády a o ochranu základních práv a svobod. Je příznivcem nižších daní a propagátorem volného trhu.
Kromě svého politického angažmá je také bankéřem. Byl generálním ředitelem největší banky v zemi, Banco Guayaquil, jejímž je významným akcionářem.